# Tony Gaudio
Gaetano Antonio « Tony » Gaudio, né le 20 novembre 1883 à Cosenza (Calabre, Italie), mort le 10 août 1951 à Burlingame (Californie, États-Unis), est un directeur de la photographie et réalisateur américain d'origine italienne, membre de l'ASC.
Il est parfois crédité Gaetano Gaudio ou Antonio Gaudio.

## Biographie
Installé aux États-Unis en 1906, Tony Gaudio débute comme directeur de la photographie sur un court métrage muet en 1909. Sa carrière s'achève en 1949, après 146 films américains (dont 69 muets) comme chef opérateur, notamment au sein de la Warner Bros. et de la RKO Pictures. En outre, il réalise deux films muets en 1925.
Entre autres, il collabore avec les réalisateurs Michael Curtiz (ex. : Les Aventures de Robin des Bois en 1938, avec Errol Flynn et Olivia de Havilland), William Dieterle (ex. : La Vie de Louis Pasteur en 1935, avec Paul Muni et Josephine Hutchinson), Mervyn LeRoy (ex. : Anthony Adverse en 1936, avec Fredric March et Olivia de Havilland), Jacques Tourneur (ex. : Angoisse en 1944, avec George Brent et Hedy Lamarr), ou encore Raoul Walsh (ex. : La Grande Évasion (High Sierra) en 1941, avec Humphrey Bogart et Ida Lupino).
En 1924-1925, Tony Gaudio est le président de l'American Society of Cinematographers (ASC), dont l'un des membres fondateurs en 1919 est son frère Eugene Gaudio (1886-1920), également chef opérateur.
En 1937, Tony Gaudio gagne l'Oscar de la meilleure photographie (il aura cinq autres nominations) pour son travail sur Anthony Adverse.

## Filmographie partielle
Comme directeur de la photographie, sauf mention contraire

### Années 1910
- 1909 : Princess Nicotine or The Smoke Fairy de James Stuart Blackton (court métrage)
- 1911 : Their First Misunderstanding de Thomas H. Ince et George Loane Tucker (court métrage)
- 1911 : The Mirror de Thomas H. Ince (court métrage)
- 1911 : Artful Kate de Thomas H. Ince (court métrage)
- 1911 : A Manly Man de Thomas H. Ince (court métrage)
- 1911 : The Message in the Bottle de Thomas H. Ince (court métrage)
- 1911 : The Fisher-Maid de Thomas H. Ince (court métrage)
- 1911 : The Better Way de Thomas H. Ince (court métrage)
- 1911 : The Secret of the Palm de Joseph W. Smiley (court métrage)
- 1914 : Classmates de James Kirkwood, Sr. (court métrage)
- 1916 : The River of Romance d'Henry Otto
- 1917 : The Hidden Children d'Oscar Apfel
- 1917 : Le Jardin du paradis (Paradise Garden) de Fred J. Balshofer
- 1917 : The Avenging Trail de Francis Ford
- 1918 : Pals First d'Edwin Carewe
- 1919 : The Unpardonable Sin de Marshall Neilan
- 1919 : La Lanterne rouge (The Red Lantern) d'Albert Capellani
- 1919 : In Wrong de James Kirkwood, Sr.

### Années 1920
- 1920 : The Inferior Sex de Joseph Henabery
- 1920 : Kismet de Louis J. Gasnier
- 1920 : The Forbidden Thing d'Allan Dwan
- 1921 : The Other Woman d'Edward Sloman
- 1921 : The Sin of Martha Queed d'Allan Dwan
- 1922 : La Duchesse de Langeais (The Eternal Flame) de Frank Lloyd
- 1922 : Roman chinois (East Is West) de Sidney Franklin
- 1923 : The Voice from the Minaret de Frank Lloyd
- 1923 : Cendres de vengeance (Ashes of Vengeance) de Frank Lloyd
- 1923 : À l'abri des lois (Within the Law) de Frank Lloyd
- 1923 : Adam and Eva de Robert G. Vignola
- 1923 : The Song of Love de Chester M. Franklin et Frances Marion
- 1924 : Secrets de Frank Borzage
- 1924 : Son œuvre (The Only Woman) de Sidney Olcott
- 1924 : Husbands and Lovers de John M. Stahl
- 1925 : Sealed Lips (en) (réalisateur)
- 1925 : Déclassé de Robert G. Vignola
- 1925 : Sa vie (The Lady), de Frank Borzage
- 1925 : The Price of Success (réalisateur)
- 1926 : The Gay Deceiver de John M. Stahl
- 1926 : Upstage de Monta Bell
- 1926 : The Blonde Saint de Svend Gade
- 1926 : La Tentatrice (The Temptress) de Fred Niblo
- 1927 : Two Arabian Knights de Lewis Milestone
- 1927 : Le Gaucho (The Gaucho) de F. Richard Jones
- 1927 : The Notorious Lady de King Baggot
- 1928 : The Racket de Lewis Milestone
- 1929 : Elle s'en va-t-en guerre (She Goes to War) d'Henry King
- 1929 : La Tigresse (Tiger Rose) de George Fitzmaurice
- 1929 : La Revue en folie (On with the Show!), d'Alan Crosland
- 1929 : Le Général Crack d'Alan Crosland

### Années 1930
- 1930 : À l'Ouest, rien de nouveau (All Quiet on the Western Front) de Lewis Milestone (deuxième assistant opérateur)
- 1930 : Les Anges de l'enfer (Hell's Angels) d'Howard Hughes, Edmund Goulding et James Whale
- 1931 : The Lady Who Dared de William Beaudine
- 1931 : Le Petit César (Little Caesar) de Mervyn LeRoy
- 1932 : Le Masque d'or (The Mask of Fu Manchu) de Charles Brabin
- 1932 : Sky Devils d'A. Edward Sutherland
- 1932 : Le Harpon rouge (Tiger Shark) d'Howard Hawks
- 1933 : Blondie Johnson de Ray Enright et Lucien Hubbard
- 1933 : Voltaire de John G. Adolfi
- 1933 : Private Detective 62 de Michael Curtiz
- 1933 : Le Tombeur (Lady Killer) de Roy Del Ruth
- 1933 : La Soie écarlate (en) (The Silk Express)
- 1933 : Un coin perdu (The Narrow Corner) d'Alfred E. Green
- 1933 : Les femmes ont besoin d'amour (Ladies Must Love) d'Ewald André Dupont
- 1933 : The World Changes de Mervyn LeRoy
- 1933 : Ex-Lady de Robert Florey
- 1934 : L'Homme de quarante ans (Upperworld) de Roy Del Ruth
- 1934 : L'Homme aux deux visages (The Man with Two Faces) d'Archie Mayo
- 1934 : Fog Over Frisco de William Dieterle
- 1934 : Mandalay de Michael Curtiz
- 1934 : The Dragon Murder Case (en) d'H. Bruce Humberstone
- 1934 : Rayon d'amour (Happiness Ahead) de Mervyn LeRoy
- 1935 : Casino de Paris (Go into your Dance) d'Archie Mayo, Michael Curtiz et Robert Florey
- 1935 : Dr. Socrates (en) de William Dieterle
- 1935 : The White Cockatoo (en) d'Alan Crosland
- 1935 : Little Big Shot de Michael Curtiz
- 1935 : The Case of the Lucky Legs d'Archie Mayo
- 1935 : Oil for the Lamps of China de Mervyn LeRoy
- 1935 : Ville frontière (Bordertown) d'Archie Mayo
- 1935 : Sixième Édition (Front Page Woman) de Michael Curtiz
- 1936 : La Vie de Louis Pasteur (The Story of Louis Pasteur) de William Dieterle
- 1936 : L'Ange blanc (The White Angel) de William Dieterle
- 1936 : Anthony Adverse de Mervyn LeRoy
- 1937 : La Tornade (Another Dawn) de William Dieterle
- 1937 : Le Dernier Round (Kid Galahad) de Michael Curtiz
- 1937 : La Vie d'Émile Zola (The Life of Emile Zola) de William Dieterle
- 1937 : La Loi de la forêt (God's Country and the Woman) de William Keighley
- 1938 : La Patrouille de l'aube (The Dawn Patrol) d'Edmund Goulding
- 1938 : Garden of the Moon de Busby Berkeley
- 1938 : Nuits de bal (The Sisters) d'Anatole Litvak
- 1938 : Les Aventures de Robin des Bois (The Adventures of Robin Hood) de Michael Curtiz et William Keighley
- 1938 : Le Mystérieux Docteur Clitterhouse (The Amazing Dr Clitterhouse) d'Anatole Litvak
- 1939 : La Vieille Fille (The Old Maid) d'Edmund Goulding
- 1939 : Juarez de William Dieterle

### Années 1940
- 1940 : Knute Rockne, All American de Lloyd Bacon
- 1940 : La Lettre (The Letter) de William Wyler
- 1940 : L'Étrange Aventure (Brother Orchid) de Lloyd Bacon
- 1940 : The Fighting 69th de William Keighley
- 1941 : La Grande Évasion (High Sierra) de Raoul Walsh
- 1941 : Ma femme se marie demain (Affectionately Yours) de Lloyd Bacon
- 1941 : Le Grand Mensonge (The Great Lie) d'Edmund Goulding
- 1941 : Nuits joyeuses à Honolulu (Navy Blues) de Lloyd Bacon

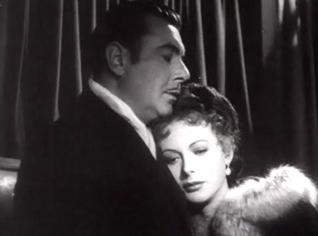
Angoisse (1944) : George Brent et Hedy Lamarr

- 1942 : L'Homme qui vint dîner (The Man who came to dinner) de William Keighley
- 1942 : Larceny, Inc. de Lloyd Bacon
- 1942 : Wings for the Eagle de Lloyd Bacon
- 1943 : Tessa, la nymphe au cœur fidèle (The Constant Nymph) d'Edmund Goulding
- 1943 : Convoi vers la Russie (Action in the North Atlantic) de Lloyd Bacon
- 1943 : Intrigues en Orient (Background to Danger) de Raoul Walsh
- 1944 : Jours de gloire (Days of Glory) de Jacques Tourneur
- 1944 : Étranges Vacances (I'll be seeing you) de William Dieterle et George Cukor
- 1944 : Angoisse (Experiment Perilous) de Jacques Tourneur
- 1945 : La Chanson du souvenir (A Song to remember) de Charles Vidor
- 1946 : Je vous ai toujours aimé (I've always loved you) de Frank Borzage
- 1946 : Le Fils de Robin des Bois (The Bandit of Sherwood Forest) d'Henry Levin et George Sherman
- 1946 : Le Gars épatant (Swell Guy) de Frank Tuttle
- 1947 : Le Bébé de mon mari (That's my Man) de Frank Borzage
- 1947 : L'Amour d'un inconnu (Love from a Stranger) de Richard Whorf
- 1949 : Le Poney rouge (The Red Pony) de Lewis Milestone

## Récompenses et distinctions
- 1937 : Oscar de la meilleure photographie pour Anthony Adverse.